# Humájun mogul sah
Humájun (1508. március 17. – 1556. március 4.) az észak-indiai Mogul Birodalom uralkodója (padisáh) volt 1530. december 28-tól 1540. május 17-ig, majd 1555. július 23-tól haláláig. A birodalomalapító Bábur tehetséges, de önfejű fiaként került hatalomra, aminek következtében átmenetileg elvesztette az uralmat. Később ezt sikerült visszaszereznie, de a következő évben leesett könyvtárának létrájáról. A trónon fia, Akbar követte, akinek uralkodása a birodalom fénykorát jelentette.

## Első uralma
Tapasztalatlanul, 22 évesen került hatalomra. Korának mértékével mérve túlságosan engedékeny, megbocsátó, tétlen uralkodó volt, aki nem szívesen vonult hadba. Két riválisa is akadt, aki a trónjára tört, az egyik a független Gudzsarát szultánja, Bahadur, a másik a hűbéres Bihár uralkodójának, minisztere Sír Kán, aki korábban a mogul udvarban is szolgált. 1539-ben Sír Kán Chausa mellett legyőzte Humájun seregét, visszatért Bihárba és ott átvette a hatalmat, majd 1540-ben újabb hadjáratban ismét legyőzte Humájunt és menekülésre kényszerítette.

## Száműzetése
Humájun először Szindhbe, a rádzsputok Amarkot erdőségébe menekült, ahol 1542-ben felesége, Hamida Banu Begum megszülte neki Akbart, a későbbi nagy uralkodót. Közben Sír Kán folytatta India meghódítását az Indusig és Humájun végül a perzsa szafavida Tahmászp sah udvarában kért menedékjogot. Sír Kán 1545-ben meghalt, és utódai között harcok robbantak ki az utódlásért. Ez alkalmat kínált Tahmászp sahnak a beavatkozásra, akinek segítségével sereget küldhetett a tehetséges Bajram Kán vezérletével visszafoglalni országát. Bajram Kán 1555-ben döntő győzelmet aratott Szirhind mellett Szikander Szúri felett és Humájun ezzel visszatérhetett Bábur trónjára.

## Második uralma

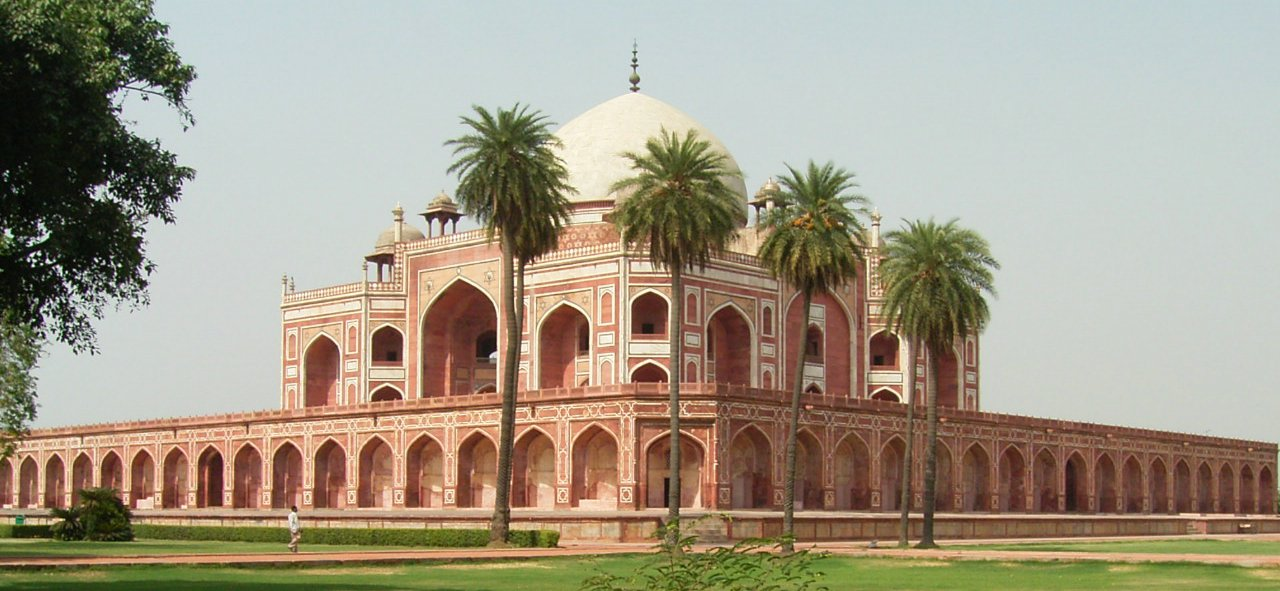
Humájun sírja Delhiben

Humájun második uralma rövid életű volt. A következő év elején könyvtárában tartózkodott, amikor megszólalt a müezzin imára hívó hangja. Ő szokása szerint azonnal le akart borulni, és könyvekkel a kezében elindult lefelé a lépcsőn, de megbotlott, legurult, beverte a fejét és három nap múlva meghalt. Utóda fia, az ekkor 14. évében járó későbbi Nagy Akbar lett.